# Chata Sulov
Horská chata Sulov – górskie schronisko turystyczne położone w Beskidzie Morawsko-Śląskim w Czechach. Budynek znajduje się na wysokości 885 m n.p.m. na południowy wschód od szczytu Białego Krzyża (Bílý Kříž) (905 m n.p.m.), w granicach administracyjnych Starych Hamrów.

## Historia

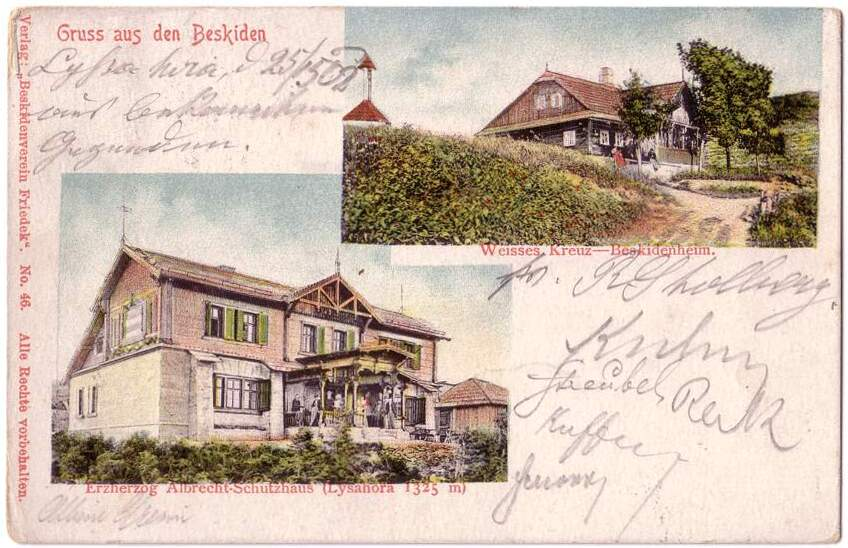
Beskidenheim (po prawej) – 1902 rok

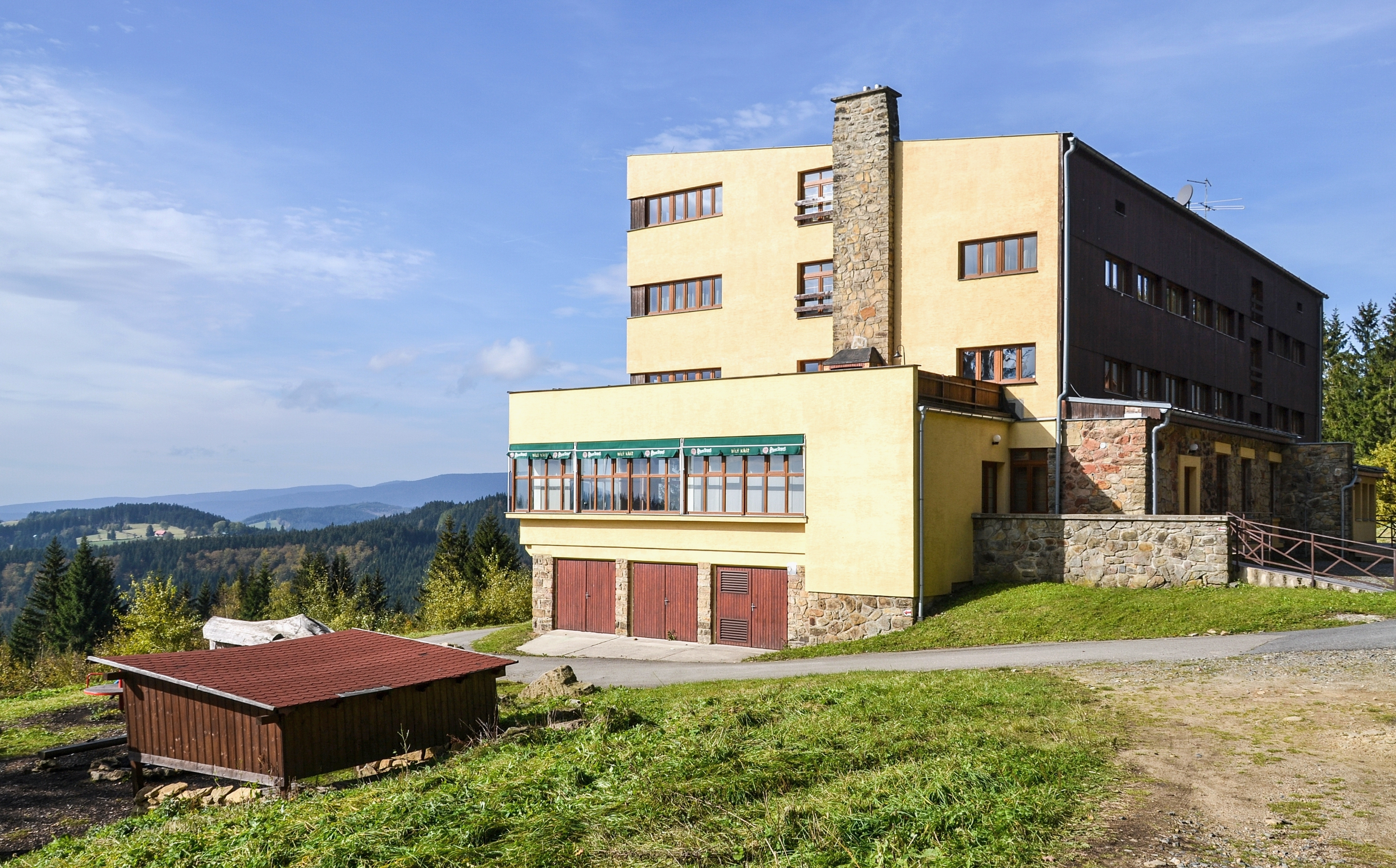
Hotel Bílý Kříž – dawny Berghotel Weisse Kreuz

Początki infrastruktury turystycznej w rejonie szczytów: Białego Krzyża i Sulova (943 m n.p.m.) związane są z działalności Beskidenvereinu. Organizacja ta zainteresowała się znajdująca się tu gospodą niejakiego Pavloska, z którym to zawarła w 1894 roku umowę. Trzy lata później, dzięki jej wsparciu Pavlosek otrzymał koncesję na niemiecką gospodę, którą nazwano Beskidenheim. W 1900 roku niejaki Farbovský z Witkowic kupił od Pavloska gospodarstwo, a następnie odsprzedał je Niemcom. Beskidenverein przebudował gospodarstwo i w kwietniu 1902 roku oddano do użytku Schutzhütte Weisse Kreuz – budynek z dzwonnicą, którego najemcą został J. Daněk. Pięć lat później, w lipcu 1907 otwarto przystosowaną do całorocznego użytku willę letnią, której nadano nazwę Josefinenheim, pochodzącą od imienia żony Friedrieha Schustera – patrona i mecenasa organizacji, dyrektora huty w Witkowicach. Tym samym w okolicy Białego Krzyża znajdowały się obiekty, posiadające łącznie 62 miejsca noclegowe. Dodatkowo, w 1924 roku Beskidenverein wzniósł dwupiętrowy hotel Weisse Kreuz. Trzy lata później, we wrześniu 1927 roku pożar strawił Beskidenheim, a nocą z 18 na 19 stycznia 1936 roku spłonął również hotel. Drugi z obiektów został odbudowany jako murowany budynek w stylu modernistycznym i oddany do użytku we wrześniu 1937 roku. W tym kształcie istnieje on do dzisiaj.
Obok obiektów niemieckich powstały także czeskie. Najemca Beskidenheimu, J. Daněk postawił po sąsiedzku stację turystyczną Klubu Czeskich Turystów. Po odzyskaniu przez Czechosłowację niepodległości, obok obiektu KCT frydecki Niemiec, hurtownik Liva postawił Hotel Sulov, mogący pomieścić do 25 gości. Po II wojnie światowej obiekty te zostały znacjonalizowane i połączone z dawnym Josefinenheimem  (zwanym teraz Josefíną) w jeden kompleks Hotel Daněk-Sulov.

## Warunki
Obiekty składa się z dwóch budynków: Josefína (32 miejsca) oraz Ondráš (31 miejsc). Pokoje są 2, 3, 4 osobowe z własnymi lub wspólnymi łazienkami. Na miejscu znajduje się również restauracja.

## Szlaki turystyczne
- Mosty koło Jabłonkowa – Chata Skalka – Wielki Połom (1067 m n.p.m.) – Čuboňov (1011 m n.p.m.) – Przełęcz pod Małym Połomem (990 m n.p.m.) – Bílý Kříž (905 m n.p.m.) – Chata Sulov – Chata Doroťanka – Konečna – Bobek (871 m n.p.m.) – Korytové (882 m n.p.m.) – Chata Kmínek (SK) – Masarykova chata – Bumbálka (droga nr 35)
- Stare Hamry – Hotel Charbulák – Švarná Hanka – Grúň (węzeł szlaków z    ) – Bílý Kříž (905 m n.p.m.) – Chata Sulov
- Bílá – Stare Hamry Černá – Chata Sulov – Bílý Kříž (905 m n.p.m.) – Morawka Bebek
- Šance zapora – Těšiňoky węzeł szlaków – Visalaje Ježánky węzeł szlaków – Bílý Kříž (905 m n.p.m.) – Chata Sulov